# Codiocarpus
Codiocarpus là một chi thực vật có hoa trong họ Stemonuraceae.

## Loài
Chi Codiocarpus gồm các loài: